# سوپرمن (ترانه امینم)
«سوپرمن» (به انگلیسی: Superman) عنوان ترانه‌ای از امینم، خواننده رپ آمریکایی است که در سال ۲۰۰۳ میلادی در ایالات متحده منتشر شد.